# Chimes (Laputaの曲)
「Chimes」（チャイムス）は、日本のロックバンド、Laputaの7枚目のシングル。1999年3月17日発売。発売元は東芝EMI。

## 概要
- 中京テレビ・日本テレビ系『ZZZ・ろみひー』エンディングテーマ[3]。
- カップリングベスト『Laputa coupling collection +xxxk』では、「Pink animals」の終了と「xxxk animals」のイントロが繋がった形で収録された[4]。

## 収録曲
1. Chimes
  - 作詞：aki、作曲:Kouichi
2. Pink animals
  - 作詞：aki、作曲:Junji
3. Chimes-Instrumental-

## 収録アルバム
- 『翔〜カケラ〜裸』（#1）
- 『Laputa coupling collection +xxxk』（#2）
- 『Laputa 3DISK BEST 〜1995-1999 except Coupling Collection』（#1）